# Frédéric Guérouet
Frédéric Guérouet (* 11. November 1959) ist ein französischer Akkordeonist, Cellist und Komponist.
Guérrouet hatte ab dem sechsten Lebensjahr Unterricht bei seinem Vater, später bei Médard Ferrero. Elfjährig trat er in einer Fernsehsendung aus der Salle Pleyel auf. Nach Ferreros Tod wurde er 1972 Schüler von Joe Rossi. Daneben hatte er Cellounterricht bei Fernando Kolrush und später bei Erwan Fauré am Konservatorium von Aubervilliers. 
Er setzte seine Ausbildung am Konservatorium von Kiew fort, wo er Akkordeon bei Vladimir Vladimirovitch Biesfamilnov, Cello bei Maria Tschaikowskaja, einer Schülerin Mstislaw Rostropowitschs, Komposition bei Nicolai Dremliouga und Instrumentation bei Gleb Taranov studierte. Während
dieser Zeit war er u. a. zweimal Preisträger beim Internationalen Akkordeonwettbewerb Klingenthal.
Nach seiner Rückkehr trat Guérouet als Akkordeonist bei zahlreichen Festivals in Frankreich, in ganz Europa, in Japan und Hongkong auf. Er begleitete Barbara Hendricks, bildete ein Duo mit dem Euphoniumspieler Ivan Milhiet und arbeitete mit Musikern wie Renaud Capuçon, Stéphanie Degan, Henri Demarquette, Augustin Dumay, Olivier Martinez, Jérome Pernoo, Pierre Strauch und dem Quartet d’Accordéons de Paris (mit Richard Galliano, Valérie Guérouet und Joë Rossi) zusammen.
Als Cellosolist trat er u. a. im Tivoli in Kopenhagen, in Bratislava und Buenos Aires auf und arbeitete  kammermusikalisch u. a. mit Alain Raës, Jean-Charles Capon und Pierre Michelot zusammen. Mit dem Ensemble Intervalles spielte er Werke von Komponisten des 20. Jahrhunderts wie Jean-Yves Bosseur, Bernard Wystraëte, Albert Roussel, Florent Schmitt, Egberto Gismonti, Astor Piazzolla und Heitor Villa-Lobos.
Guérouet komponierte einige Werke für das Akkordeon und verfasste die Akkordeonschule  L'ABC de l'accordéon.

## Werke
- 8 pièces progressives gür Akkordeon solo
- Valse à Richard für Akkordeon solo
- Souvenir de Kiev für Akkordeon solo
- Légende et Chanson de Lorris für Akkordeon solo
- A fleur d’eau für Akkordeon solo
- Nouvelle Orléans (17 pièces faciles pour accordéon)
- Toccata für Akkordeon solo
- Trio n°1 für Akkordeon, Violine und Violoncello
- 5 escales für Akkordeon, Violoncello und Gitarre

## Diskographie
- Une famille d’artistes, Cello-Soli nach Astor Piazzolla
- Paris Musette mit dem Quatuor d’accordéons de Paris
- In-ouï mit Ivan Milhiet (Euphonium)
- Frédéric Guérouet, Soloalbum
- Listening to Paris von Mickey Nicolas mit dem Orchestre des gardiens de la paix unter Philippe Ferro Molenaar
- Hommage à Joë Rossi mit dem Quatuor d’accordéons
- Strawa no Sertão mit Bernard Wystraëte